# Luis Fernando Soto
Luis Fernando Soto Garduño (Minatitlán, Veracruz, México, 10 de marzo de 1971) es un entrenador y exfutbolista mexicano. Jugaba como mediocampista. fue el director técnico del equipo Club Irapuato de la liga premier de México, antes había dirigido a Cafetaleros de Chiapas de La Liga de Expansión de México en 2019.

## Trayectoria
Debutó con el Cruz Azul el 2 de febrero de 1992. Debido a un gran cantidad de lesiones tuvo muy pocas participaciones y al final fue traspasado al Atlético Celaya en 1996; con los "cajeteros" jugó 8 torneos, logrando la titularidad durante este tiempo.
Paso al Club Santos Laguna en 2000 y logró el campeonato del Verano 2001, jugó un año con el Santos, regresó al Celaya durante la temporada 2001-02 y de nueva cuenta regresó al Santos.
En 2003 paso a los Cajeteros de Celaya de la Primera División A, después de un torneo se fue al San Luis Fútbol Club. Duró un año sin equipo y regresó en 2005 para terminar su carrera con los Lobos BUAP.
En 2010 empezó como utilero del Club Celaya, a partir del Apertura 2011 se convirtió en auxiliar técnico del equipo. En 2013 fue auxiliar en los Tiburones Rojos de Veracruz y el segundo semestre estuvo en Atlético San Luis.

### Clubes

#### Como jugador
| Club                 | País                | Año         | Partidos | Goles | Media |
| -------------------- | ------------------- | ----------- | -------- | ----- | ----- |
| Cruz Azul            | México              | 1991 - 1996 | 13       | 3     | 0.23  |
| Atlético Celaya      | México              | 1996 - 2000 | 104      | 25    | 0.24  |
| Club Santos Laguna   | México              | 2000 - 2001 | 33       | 3     | 0.09  |
| Atlético Celaya      | México              | 2001 - 2002 | 17       | 7     | 0.41  |
| Club Santos Laguna   | México              | 2002        | 3        | 0     | 0     |
| Cajeteros de Celaya  | México              | 2003        | 5        | 4     | 0.8   |
| San Luis Fútbol Club | México              | 2003        | 12       | 1     | 0.08  |
| Lobos BUAP           | México              | 2005        | 13       | 1     | 0.08  |
| Total en su carrera  | Total en su carrera | 1991 - 2005 | 200      | 44    | 0.22  |

#### Como entrenador
| Club                     | País   | Año  |
| ------------------------ | ------ | ---- |
| Cafetaleros de Tapachula | México | 2019 |

## Selección nacional
En octubre de 1999 participó en tres partidos amistosos de la Selección de fútbol de México ante las selecciones de Paraguay (derrota 1:0), Colombia (0:0) y Ecuador (0:0).

## Palmarés

### Campeonatos nacionales
| Título        | Club               | País   | Año  |
| ------------- | ------------------ | ------ | ---- |
| Torneo Verano | Club Santos Laguna | México | 2001 |